# Rencontres musicales africaines 2020
La troisième édition des rencontres musicales africaines, Rema 3, a eu lieu en 2020. Elle s'est déroulée du 22 au 24 octobre à Ouagadougou au Burkina Faso sous le thème :  Musique, digitale et économies locales, comment développer des outils adaptées?". Le ministre du commerce et de l'industrie Harouna Kaboré est le parrain de cette édition.

## Contexte
Les rencontres musicales africaines 2020 se sont tenues dans un contexte marqué par la pandémie de  COVID-19. Initialement prévues pour le 20 juin 2020, les Rema 3 ont été reportées au mois d'octobre en raison de la crise sanitaire. Cet événement annuel a pour objectif de rassembler des professionnels de la musique d'Afrique et d'ailleurs afin de discuter des enjeux économiques et artistiques du secteur musical. L'édition 3 est placée sous le thème ''Musique, digitale et économies locales, comment développer des outils adaptés?". Elle est parrainée par le ministre du commerce burkinabè Harouna Kaboré et co-parrainée par le ministre chargé de l’Énergie, Ismaël Bachir Ouédraogo.

## Déroulement
Le comité d’organisation annonce les articulations de la troisième édition lors d'une conférence de presse le 26 septembre 2020 à Ouagadougou. Plusieurs grands noms de la scène musicale africaine ont participé à l'événement, notamment l'artiste ivoirien Asalfo, le journaliste Claudy Siar, les rappeurs Smarty et Didier Awadi entre autres,,.

### Cérémonie d'ouverture
La cérémonie d'ouverture des Rema 3 est présidée par le ministre de la culture et des arts Abdoul Karim Sango. Elle s'est tenue au centre national des arts du spectacle et de l'audiovisuel (CENASA) avec plusieurs prestations artistiques. Après des discours sur la cohésion sociale et la musique, un hommage a été rendu à l'illustre saxophoniste Manu Dibango, décédé du covid-19 en 2020.

## Showcase
Lors de la troisième édition des REMA, le programme des showcases a présenté des artistes tels que Impos Dios, Bibiane Sadey, Cheik Siriman Sissoko, Patrick Kabré, Achille Ouattara, Spyrom, Sydyr, Fleur, Kantala et Charl'ozzo.